# Gravesia guttata
Gravesia guttata es una especie  de planta fanerógama pertenecientes a la familia Melastomataceae. Es originaria de Madagascar.

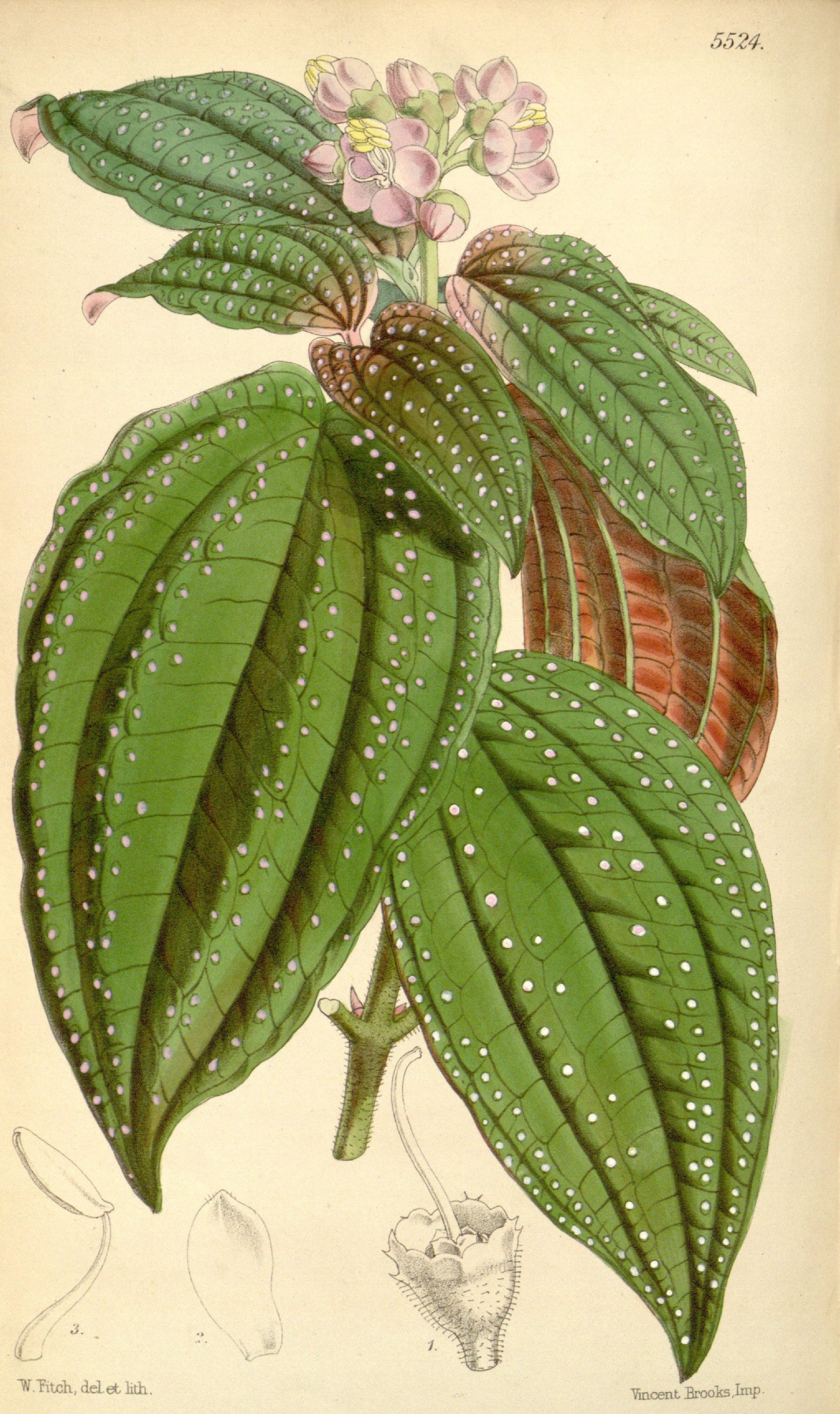
Ilustración

## Propiedades
Es utilizada en la homeopatía.

## Taxonomía
Gravesia guttata fue descrita por (Hook.) Triana y publicado en Transactions of the Linnean Society of London 28(1): t. 6. 1871[1872].
Sinonimia
- Bertolonia guttata Hook.[4]